# Pertegàs
Pertegàs era un veïnat de població del municipi de Sant Celoni. El 2009 s'hi comptabilitzaven 253 habitants, a la riba de la riera de Pertegàs.
Amb el creixement de la ciutat de Sant Celoni, ara s'ha conglomerat amb el nucli urbà.
Llocs d'interés
- Passeig del Pertegàs[2]